# Sweet and Low (film 1914)
Sweet and Low è un cortometraggio muto del 1914 diretto da Sydney Ayres. Basato su una poesia di Tennyson e prodotto dalla American Film Manufacturing Company, aveva come interpreti William Garwood, Vivian Rich, Viola Gladwin, Lillian Lee.

## Trama
L'anziano Bryan Kyam si trova nel parco della città. Seduto triste e solo, perso nei ricordi, viene riportato alla realtà dal tocco di una mano infantile: un bambino che gioca nel parco è venuto ad accarezzare quel signore che gli sembra tanto triste. La sua presenza gli fa venire in mente immagini del passato quando, ancora giovane, aveva lasciato la moglie per andare a cercare per la famiglia fortuna nell'Ovest, nella corsa all'oro. Ricorda ancora con tenerezza la moglie, giovane madre, che cantava alla loro bambina la ninna nanna Sweet and Low. Ma anche se Bryan riuscì a fare fortuna, ormai per lui era troppo tardi: la moglie era morta. Con il cuore spezzato, tornò per prendere la loro bambina, ma non trovò più neanche lei, data in adozione da un'altra famiglia. Bryan cercò la piccola dappertutto, ma senza successo, dovendo alla fine arrendersi.

Finita la sua storia, viene consolato dalla bambina che, per confortarlo, lo vuole portare con sé a casa dove, dice, "mia madre canta sempre quella stessa canzone". Davanti al portico, guardando attraverso le grandi finestre, il vecchio sente cantare Sweet and Low. Sopraffatto, cade a terra. La giovane madre sentendo la confusione sul portico si precipita alla finestra e aiuta il vecchio ad entrare, facendolo sedere su una grande sedia. Lui la guarda, le prende la mano e le ricerca il volto per ciò che ha cercato per tutti questi anni. Ha finalmente trovato la sua bambina.

## Produzione
Il film fu prodotto dall'American Film Manufacturing Company.

## Distribuzione
Distribuito dalla Mutual, il film - un cortometraggio in una bobina - uscì nelle sale cinematografiche degli Stati Uniti il 28 ottobre 1914.